# Topola Teletopcia
Topola Teletopcia – topola włoska, jedna z najokazalszych topól w obrębie odmiany ‘Italica’ na terenie Polski. Od 2019 roku pomnik przyrody. Rośnie w Radomsku przy skrzyżowaniu ulic Piastowskiej i Tysiąclecia, w pobliżu dawnej siedziby Telekomunikacji Polskiej. Została posadzona w 1968 roku, kiedy budowano osiedla w południowo-wschodniej części miasta, jeszcze przed wzniesieniem budynków.
Drzewo ma pień z przyporami korzeniowymi oraz smukłą sylwetkę. Na pniu od strony południowej zamocowany jest krzyż z wizerunkiem ukrzyżowanego Jezusa. Walory topoli obejmują jesienne przebarwienie oraz fakt bycia osobnikiem męskim, przez co nie wydaje uciążliwego puchu nasiennego. Na początku lat 80. XX w. została włączona w szpaler dosadzonych wzdłuż ulicy Piastowskiej lip drobnolistnych.
Wiosną 2017 roku topola została poddana zabiegom pielęgnacyjnym obejmującym m.in. cięcia fitosanitarne, prześwietlające i korekcyjne oraz mikoryzację z nawożeniem kwasami humusowymi i żywienie mineralne ze zwiększoną dawką azotu i potasu.
Status pomnika przyrody radomszczańscy radni nadali drzewu na sesji Rady Miejskiej w dniu 29 października 2019 roku. Wnioskodawcą uchwały był dendrolog Ernest Rudnicki. Teletopcia została dziesiątym pomnikiem przyrody wpisanym do gminnego rejestru i pierwszą topolą włoską w Polsce, która otrzymała ten tytuł.

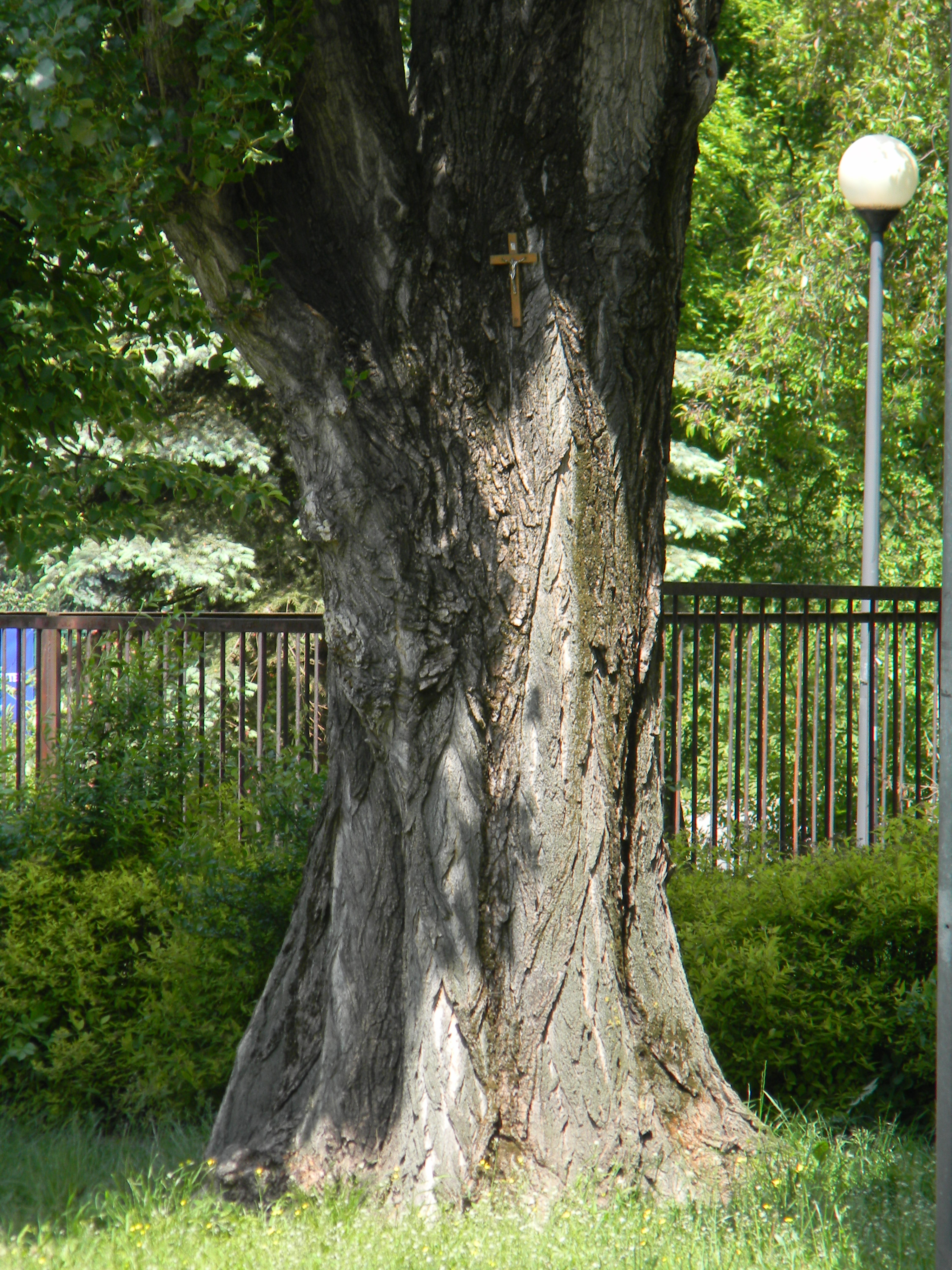
Pień topoli widziany od strony ulicy
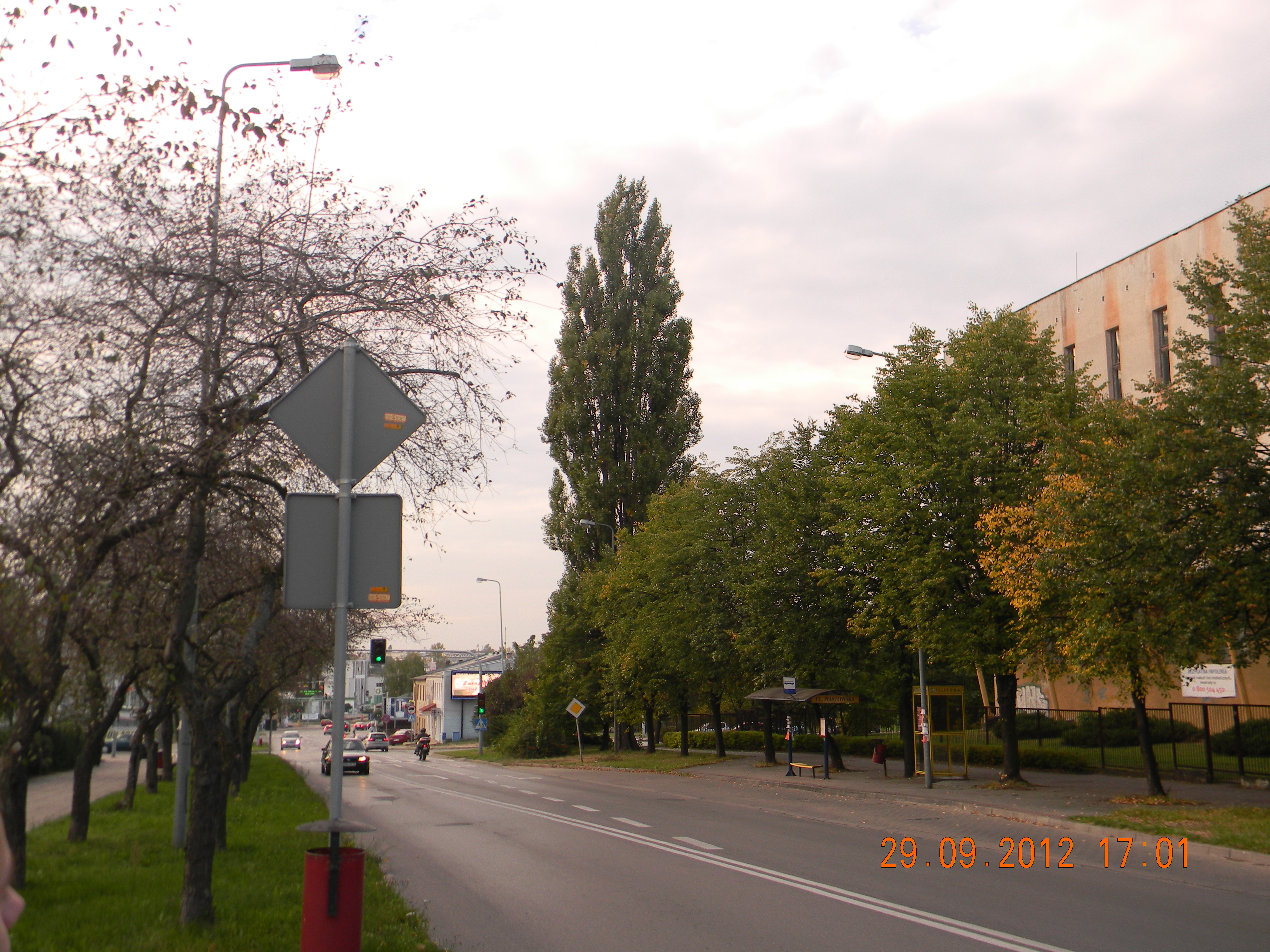
Lokalizacja topoli w pasie ulicy Piastowskiej i budynek telekomunikacji (z prawej strony drzewa)